# Lijst van eilanden

## Overzicht van eilanden

### A
Alcatraz - Ameland – Andros (Bahama's) - Andros (Griekenland) - Annobón - Anguilla - Anticosti – Antiparos - Antigua - Aruba - Astypalaia

### B
Baffineiland – Bali – Barbados - Barbuda - Bathurst – Bermuda – Bikini – Bohol – Bonaire – Bora Bora – Borneo – Bornholm – Bougainville – Bouvet - Buru

### C
Capri - Cebu – Chios - Christmaseiland - Cleareiland – Čiovo - Comino - Corsica – Cuba – Cres – Curaçao – Cyprus

### D
Dave - Delft (eiland) - Disko – Dominica - Dordrecht

### E
East Caicos - Egina - El Hierro - Elba – Ellesmere

### F
Falster – Fernando de Noronha – Flores – Formentera - Fuerteventura – Funen

### G
Gavdos - Gotland – Gozo - Gran Canaria - Grand Turk - Île Grande – Grenada - Groenland – Groot-Brittannië – Groote Eylandt – Guadeloupe – Guam – Guernsey

### H
Hainan – Halmahera – Hawaïaanse eilanden – Helgoland – Hiiumaa – Hispaniola – Hoeksche Waard – Hokkaido – Honshu – Hvar - Hydra

### I
Ibiza – Ierland – IJsland - Île de Dave - Île de la Tortue - Ithaka

### J
Jamaica – Jan Mayen – Java – Jersey

### K
Kaapverdië – Kahoolawe – Kangaroo-eiland – Kalymnos - Karpathos - Kasos - Kastelorizo - Kauai - Kefalonia - Kish – Komodo – Korfoe - Kos – Kreta – Kyushu – Krk

### L
La Palma – La Gomera – Lampedusa – Langeland – Lefkada - Leros - Lesbos – Leyte – Lolland – Lombok – Long Island – Luzon

### M
Madagaskar – Madeira - Mallorca – Malta – Man – Marajó – Martinique – Martín García - Masbate – Maui – Mauritius - Melville – Menorca –  Middle Caicos - Mindoro – Molokai - Montserrat - Moorea

### N
Nauru - Naxos - Negros – Nevis - Newfoundland – Nias – Nieuw-Brittannië - Nieuw-Caledonië – Nieuw-Guinea – Nieuw-Ierland – Niihau – Nisyros - Noordereiland – Noirmoutier - Norfolk - North Caicos

### O
Oahu - Öland - Ometepe

### P
Paaseiland – Palawan – Pampus – Panay – Pantelleria – Paros – Patmos – Pemba – Phuket – Pitcairn – Poros – Providenciales – Puerto Rico – Putten

### R
Rattanakosin - Redonda - Réunion - Rhode Island - Rhodos – Rømø – Rottumeroog – Rottumerplaat – Rügen

### S
Saaremaa – Saba – Sado – Sachalin – Saint-Barthélemy - Saint Kitts - Saint Vincent - Salamis - Salt Cay - Samar – Samos – Samosir – Santorini - Sao Tomé - Sardinië – Sark – Schiermonnikoog – Seeland – Seram – Shikoku – Siberut – Sicilië – Simi - Singapore – Sint Eustatius – Sint-Helena – Sint Maarten - South Caicos - Spetses - Spitsbergen – Sri Lanka – Stewarteiland – Sulawesi – Sumatra – Sumba – Sumbawa – Sylt

### T
Tahiti – Taiwan – Tasmanië – Tenerife – Terschelling – Texel – Tiengemeten – Tilos - Timor – Tobago – Tonga (Nieuw-Zeeland) - Torcello – Trinidad – Tristan da Cunha

### U
Usedom

### V
Victoria – Vis – Vlieland – Voorne

### W
West Caicos

### X Y Z
Zakynthos - Zanzibar – Zuidereiland

## Eilanden naar continent

### Eilanden rondAfrika
- Canarische Eilanden (Spanje)
- Comoren
- Kaapverdië
- Lampedusa (Italië)
- Madagaskar - 587.041 km²
- Mauritius
- Pemba
- Réunion
- Sao Tomé
- Seychellen
- Sint-Helena
- Zanzibar

### Eilanden rond Noord- en Zuid-Amerika
- Groenland (Denemarken) - 2.175.000 km²
- Baffineiland (Canada) - 507.451 km²
- Victoria (Canada) - 217.290 km²
- Ellesmere (Canada) - 196.236 km²
- Cuba - 110.922 km²
- Newfoundland (Canada) - 108.860 km²
- Vancouvereiland (Canada) - 32.134 km²
- Falklandeilanden
- Galápagoseilanden (Ecuador)
- Hispaniola (Haïti/Dominicaanse Republiek)
- Jamaica
- Trinidad en Tobago
- Aruba (land van het Koninkrijk der Nederlanden)
- Curaçao (land van het Koninkrijk der Nederlanden)
- Sint Maarten (deel Frankrijk, deel land van het Koninkrijk der Nederlanden)
- Bonaire (Nederland)
- Sint Eustatius (Nederland)
- Saba (Nederland)
- Guadeloupe (Frankrijk)
- Bermuda (Verenigd Koninkrijk)
- Puerto Rico (VS)
- Hawaï (VS)
- Duivelseiland (Frankrijk)

### Eilanden rond Azië
- Nieuw-Guinea (Indonesisch gedeelte) - 789.900 km²
- Bohol - (Filipijnen)
- Borneo - (Indonesië) - 751.000 km²
- Sumatra (Indonesië) - 422.200 km²
- Honshu (Japan) - 230.092 km²
- Sulawesi (Indonesië) - 178.700 km²
- Java (Indonesië) - 126.400 km²
- Luzon (Filipijnen) - 104.400 km²
- Tenedos (Turkije)
- Gökçeada (Turkije)
- Marmara (Turkije)
- Giresuneiland (Turkije)
- Paspargos-eilanden (Turkije)
- Prinseneilanden (Turkije)
- Mindoro (Filipijnen)
- Mindanao (Filipijnen)
- Rhodos - (Griekenland)
- Kos - (Griekenland)
- Samos - (Griekenland)
- Lesbos (Griekenland)
- Cyprus - 9252 km²
- Cebu (Filipijnen) - 5088 km²
- Hokkaido (Japan)

### Eilanden rondEuropa
- Groot-Brittannië - 229.849 km²
- IJsland - 103.000 km²
- Ierland - 84.421 km²
- Sicilië (Italië)
- Sardinië (Italië)
- Torcello (Italië)
- Corsica (Frankrijk)
- Malta
- Elba (Italië)
- Mallorca (Balearen, Spanje)
- Menorca (Balearen, Spanje)
- Ibiza (Balearen, Spanje)
- Gökçeada (Imbros) (Turkije)
- Kanaaleilanden: Jersey, Guernsey, Sark (Verenigd Koninkrijk) en de Chausey eilanden (Frankrijk)
- Öland (Zweden) (Oostzee)
- Nova Zembla (Noordelijke IJszee)
- Waddeneilanden (grens Noord- en Waddenzee, hier alleen bewoonde eilanden opgenomen):
  - Nederland: Texel, Vlieland, Terschelling, Ameland, Schiermonnikoog
  - Duitsland: Borkum, Juist, Norderney, Baltrum, Langeoog, Spiekeroog, Wangerooge, Neuwerk, Pellworm, Nordstrand, Halligen, Amrum, Föhr, Sylt
  - Denemarken: Rømø, Mandø, Fanø

### Eilanden rondAustralië,Nieuw-Zeelanden inOceanië
- Nieuw-Guinea (Oceanisch gedeelte) - 789.900 km²
- Zuidereiland (Nieuw-Zeeland) - 150.460 km²
- Noordereiland (Nieuw-Zeeland) - 114.687 km²
- Tasmanië (Australië)
- Frasereiland (Australië)
- Fiji Eilanden
- Cookeilanden
- Pitcairn (eiland)
- Paaseiland